# Burg Großwiesen
Die Burg Großwiesen, auch als Burgstall Turn oder Turner-Schloss bezeichnet, sind die  Reste einer mittelalterlichen Höhenburg auf 563 m ü. NHN etwa 250 Meter ostnordöstlich der Ortsmitte von Großwiesen, einem Ortsteil der niederbayerischen Marktgemeinde Röhrnbach im Landkreis Freyung-Grafenau in Bayern. Die Anlage wird als Bodendenkmal unter der Aktennummer D-2-7247-0007 im Bayernatlas als „Burgstall des Mittelalters und der frühen Neuzeit“ geführt.

## Geschichte
Die Entstehung der Burg durch die Herren von Wissen (Wiesen) wird im 12. Jahrhundert vermutet; diese besaßen auch die Burg Lobenstein und sind im 14. Jahrhundert ausgestorben. Um 1200 wird ein Hademar de Uvisin (Wisin) erwähnt. Etwa 1260 erscheint ein Ulricus de Wisen, dessen Hof in Marchetsreut nicht der Hochvogtei des Passauer Bischofs unterstand. 1367 wurde die Burganlage erwähnt. Im 14. Jahrhundert hatten Ulrich des Ploch und seine Brüder und Vettern Lehensbesitz in Wiesen. Ende des 14. Jahrhunderts saß der berüchtigte Hans von Wisen hier. Seit 1526 befand sich die Grundherrschaft im Amt Röhrnbach in den Händen der Stör. Am 8. Juni 1549 wurde Bernhard Stör mit der Hofmark Michelwiesen belehnt. Außer den 12 Gütern in Michel- bzw. Großwiesen gehörten noch einige weitere Häuser in anderen Orten zu seinem Herrschaftsbereich. 1586 wurde Großwiesen als geschlossene Hofmark geführt. Johann Ferdinand Graf Kuen von Lichtenberg, bayerischer Kämmerer und Pfleger zu Hengersberg, hat den Störschen Besitz erworben und ihm wurde das hochstiftische Lehen am 23. Mai 1690 übertragen. Am 16. April 1694 kaufte von ihm Bischof Johann Philipp Graf von Lamberg den Besitz, womit auch die Hofmark Großwiesen in das Hochstift Passau überging. Die Burg ist 1742 im Österreichischen Erbfolgekrieg zerstört worden.

## Beschreibung
Der Burgstall liegt auf einem nach Süden gerichteten Bergsporn aus Granit, 100 m über einem Klamm-Einschnitt der Kleinen Ohe. Die Anlage ist durch rezente Überbauung und durch die Anlage von Terrassen weitgehend zerstört worden. Der nach Nord-Nord-West abriegelnde Halsgraben zwischen der Pension Bärnstein und dem Burggasthof ist weitgehend aufgefüllt worden. Von der Burg sind noch kurze Grabenstücke erhalten.